# Train Wreck
Train Wreck è un singolo del cantante britannico James Arthur, pubblicato il 13 novembre 2020 come quarto estratto dal secondo album in studio Back from the Edge.

## Tracce
Testi e musiche di James Arthur, Adam Argyle e Andrew Jackson.
Download digitale – Acoustic
1. Train Wreck (Acoustic) – 3:29

## Formazione
- James Arthur – voce
- Adam Argyle – produzione
- Jonny Solway – ingegneria del suono
- Mattia Sartori – ingegneria del suono
- Alex Beitzke – missaggio
- Bradley Spence – missaggio

## Classifiche

### Classifiche settimanali
| Classifica (2020-21) | Posizione massima |
| -------------------- | ----------------- |
| Australia            | 45                |
| Austria              | 68                |
| Belgio (Fiandre)     | 41                |
| Belgio (Vallonia)    | 57                |
| Francia              | 136               |
| Germania             | 98                |
| Grecia               | 46                |
| Irlanda              | 16                |
| Norvegia             | 12                |
| Paesi Bassi          | 40                |
| Portogallo           | 69                |
| Regno Unito          | 16                |
| Repubblica Ceca      | 82                |
| Svezia               | 23                |
| Svizzera             | 44                |

### Classifiche di fine anno
| Classifica (2021) | Posizione |
| ----------------- | --------- |
| Portogallo        | 155       |